# Trezzo Tinella
Trezzo Tinella (en français Trez) est une commune de la province de Coni dans le Piémont en Italie.

## Administration
| Période                                  | Période  | Identité     | Étiquette | Qualité |
| ---------------------------------------- | -------- | ------------ | --------- | ------- |
| 14 juin 2004                             | En cours | Mario Viazzi |           |         |
| Les données manquantes sont à compléter. |          |              |           |         |

### Hameaux
- frazioni : Cappelletto, Leomonte, Mompiano.

### Communes limitrophes
Alba, Borgomale, Castino, Mango, Neviglie, Treiso.